# Smedtjärnarna (Jörns socken, Västerbotten, 723715-167836)
Smedtjärnarna är en sjö i Skellefteå kommun i Västerbotten och ingår i Skellefteälvens huvudavrinningsområde.